# Подли камериерки
„Подли камериерки“ (на английски: Devious Maids) е американски сериал по идея Марк Чери и продуциран от Ева Лонгория. Действието се развива в Бевърли Хилс. Епизодите разказват как протича животът на петте латиноамерикански камериерки, работещи при богати и снобарски работодатели. Въпреки сегашните си работни позиции, петте камериерки Марисол, Кармен, Роузи, Зойла и Валентина имат големи планове за бъдещето си и са готови на всичко, за да превърнат мечтите си в реалност, но амбициите на Марисол и приятелките ѝ често се сблъскват с ежедневните премеждия и отношенията с хората около тях.
През септември 2016 г. Lifetime обявява, че спира сериала след четири сезон, оставяйки го да завърши с неразрешен край.

## Сезони и епизоди
| Сезон | Сезон | Епизоди | Излъчване        | Излъчване            | Излъчване |
| Сезон | Сезон | Епизоди | Премиера         | Финал                |           |
| ----- | ----- | ------- | ---------------- | -------------------- | --------- |
|       | 1     | 13      | 23 юни 2013 г.   | 22 септември 2013 г. |           |
|       | 2     | 13      | 20 април 2014 г. | 13 юли 2014 г.       |           |
|       | 3     | 13      | 1 юни 2015 г.    | 24 август 2015 г.    |           |
|       | 4     | 10      | 6 юни 2016 г.    | 8 август 2016 г.     |           |

## „Подли камериерки“ в България
В България сериалът започва излъчване с двоен епизод по Fox Life на 9 декември 2013 г., а от 16 декември е по един епизод всеки понеделник от 20:55 с повторения по-късно от 23:45, неделя от 18:15 и в понеделник от 20:00 преди премиерния епизод. Първи сезон завършва на 24 февруари 2014 г. На 28 юли 2014 г. започва втори сезон, всеки понеделник от 22:55 с повторения във вторник от 11:45, неделя от 22:00 и 22:55 и в понеделник от 22:00 преди премиерния епизод. Втори сезон завършва на 20 октомври 2014 г. На 13 юли 2015 г. започва трети сезон, всеки понеделник от 22:00, а повторенията са във вторник от 10:55 и 11:45, неделя от 17:25 и 18:20 и понеделник от 21:05. На 20 юни 2016 г. започва четвърти сезон, всеки понеделник от 22:00 и завършва на 22 август 2016 г.
На 16 декември 2014 г. започва повторно излъчване на първи сезон по Нова телевизия с двоен епизод от 20:00 до 22:00, като от 17 декември вече се излъчва всеки делник от 20:00 до 21. На 6 януари 2016 г. започва трети сезон и завършва на 29 януари.
Дублажът е на Андарта Студио. Ролите се озвучават от артистите Даринка Митова, Ася Братанова, Нина Гавазова от първи до трети сезон, Мина Костова в четвърти, Весела Хаджиниколова, Златина Тасева, Стефан Сърчаджиев-Съра в първи сезон, Тодор Георгиев от втори до четвърти и Момчил Степанов от първи до четвърти сезон.